# 5 мікрорайон Зарічний
Мікрорайон 5 Зарічний — житловий масив, збудований в 1991 році у Покровському районі міста Кривого Рогу. Свою назву дістав від розташування за річкою Саксагань.

## Інфраструктура
- кількість будинків — 93[джерело?]
- кількість 16 поверхових будинків — 2 (58, 85)
- кількість 14 поверхових будинків — 5 (57, 65, 75, 81, 88)
- кількість 9 поверхових будинків — 86

## Освіта
На території мікрорайону розташовані дві школи: 126 та 125, а також 3 дитячих садочки: 22, 62 та 65.

## Транспорт
26 жовтня 1999 року була відкрита станція метротраму «Зарічна», а 19 червня 2000 року — «Електрозаводська».
Через 5 мікрорайон Зарічний йдуть наступні маршрути криворізького транспорту: 
- маршрутні таксі - 3, 32, 209, 229, 231, 238, 240, 250, 298, 397, 428;
- тролейбус - 4, 5, 9, 10, 14, 17. [2]

## Цікаві факти
Мікрорайон на дві частини поділяє умовна лінія, яку місцеві мешканці називають «Бродвей».